# Apenburg-Winterfeld
Apenburg-Winterfeld is een gemeente in de Duitse deelstaat Saksen-Anhalt en maakt deel uit van de Landkreis Altmarkkreis Salzwedel.
Apenburg-Winterfeld telt 1.699 inwoners.

## Indeling gemeente
De gemeente bestaat uit de volgende Ortsteile:
- Altensalzwedel
- Apenburg
- Baars
- Hagen
- Klein Apenburg
- Quadendambeck
- Recklingen
- Rittleben
- Saalfeld
- Winterfeld

Apenburg-Winterfeld ·
Arendsee (Altmark) ·
Beetzendorf ·
Dähre ·
Diesdorf ·
Gardelegen ·
Jübar ·
Kalbe (Milde) ·
Klötze ·
Kuhfelde ·
Rohrberg ·
Salzwedel ·
Wallstawe